# Cephalotaxus latifolia
Cephalotaxus latifolia е вид растение от семейство Cephalotaxaceae. Видът е незастрашен от изчезване.

## Разпространение
Разпространен е в Китай.